# Gemeenschap (België)
Een gemeenschap is een persoonsgebonden overheid in België en vormt naast het gewest de eerste decentrale laag in de bestuurlijke indeling van België.
De gemeenschappen zijn, door de staatshervorming, verantwoordelijk voor zaken die direct aan de mensen zijn gerelateerd als onderwijs, welzijn, sport, media en cultuur. Iedere gemeenschap kan over deze toegekende materies autonoom beslissen door middel van decreten (los van de federale overheid).
Omdat België drie officiële talen kent, zijn er ook drie gemeenschappen ingesteld.
Zaken die meer gebiedsgebonden zijn (bijvoorbeeld ruimtelijke ordening) zijn een verantwoordelijkheid van de gewesten.
Alle Belgen vallen onder een van de volgende drie taalgemeenschappen.

Kleur: Gemeenschap: gebieden
- Geel: Vlaamse Gemeenschap: 319 gemeenten in het Vlaams (300) en Brussels Hoofdstedelijk Gewest (19).
- Rood: Franse Gemeenschap: 272 gemeenten in het Waals (253) en Brussels Hoofdstedelijk Gewest (19).
- Blauw: Duitstalige Gemeenschap: 9 gemeenten in het Waals Gewest. Sinds maart 2017 noemt deze Gemeenschap zichzelf "Oost-België"

De wetgevende macht in een gemeenschap is de (gemeenschaps-)raad, die (enkel in de Vlaamse en Duitstalige Gemeenschap) bij rechtstreekse verkiezingen wordt verkozen. De uitvoerende macht in de gemeenschap is de (gemeenschaps-)regering.
De Vlaamse gemeenschap en het Vlaams gewest werden in 1980 (de tweede staatshervorming) zowel voor de wetgevende als voor de uitvoerende macht samengevoegd: zo ontstond het Vlaams Parlement en de Vlaamse regering. In het Brussels Hoofdstedelijk Gewest kunnen het Vlaams Parlement en de Vlaamse regering dus enkel over gemeenschapsgebonden zaken beslissen.

## Brussel
Brussel is officieel tweetalig, behorend tot zowel de Vlaamse en Franse gemeenschap en beide gemeenschappen kunnen decreten met kracht van wet uitvaardigen die "wegens hun activiteiten moeten worden beschouwd uitsluitend te behoren tot de ene of de andere gemeenschap" (Art. 127 §2 G.W.).
Verordeningen en besluiten kunnen worden genomen door de Vlaamse of Franse Gemeenschapscommissie. Ook bestaat er in Brussel een Gemeenschappelijke Gemeenschapscommissie die ordonnanties/verordeningen over de bi-persoonsgebonden instellingen kan uitvaardigen. Inzake de biculturele aangelegenheden blijft evenwel de Federale regering bevoegd. De gemeenschappen zijn bevoegd voor persoonsgebonden materies.